# Lista portów lotniczych w Katarze
Lista portów lotniczych w Katarze, ułożonych alfabetycznie.
| Położenie         | ICAO | IATA | NAZWA LOTNISKA         |
| Lotniska Cywilne  |      |      |                        |
| Doha              | OTBD | DOH  | Port lotniczy Doha     |
| Lotniska Wojskowe |      |      |                        |
| Ar-Rajjan         | OTBH | EID  | Port lotniczy Al Udeid |
| Chaur             | OTBK |      | Port lotniczy Chaur    |